# (32838) 1992 EL8
1992 EL8 (asteroide 32838) é um asteroide da cintura principal. Possui uma excentricidade de 0.14482750 e uma inclinação de 7.24701º.
Este asteroide foi descoberto no dia 2 de março de 1992 por UESAC em La Silla.